# Затиркевич Іван Олександрович
Затиркевич Іван Олександрович (нар. 11 (23) березня 1829, Прилуки, за іншими даними — село Болотниця, тепер Чернігівської області — 13 (26) липня 1902, село Болотниця) — український письменник.

## Біографія
Навчався у 1844—1851 роках на юридичному відділі Ніжинського ліцею, був військовослужбовцем, вийшов у відставку полковником. Один з організаторів урочистої зустрічі 3 травня 1861 в Орлі траурної процесії під час перевезення тіла Т. Шевченка до України.

## Творчість
Друкуватися почав у 1844 році. Літературна спадщина Затиркевича складається з віршів і оповідань українською мовою та кількох віршів російською мовою, що являють собою переважно віршовані і прозові обробки народних переказів, казок і анекдотів.